# Maurice Tate
Maurice William Tate est un joueur de cricket international anglais né le 30 mai 1895 à Brighton et décédé le 18 mai 1956 à Wadhurst.

## Biographie
Bowler au sein du Sussex County Cricket Club entre 1912 et 1937, il dispute un total de trente-neuf test-matchs avec l'équipe d'Angleterre entre 1924 et 1935.

## Bilan sportif

### Principales équipes
|            | Test        |
| ---------- | ----------- |
| Angleterre | 1924 - 1935 |
|            | First-class |
| Sussex     | 1912-1937   |